# Allen Coage
Allen James Coage (Nueva York, 22 de octubre de 1943-Calgary, 6 de marzo de 2007) fue un deportista estadounidense que compitió en judo y en lucha libre profesional.

## Trayectoria en yudo

### Inicios en yudo
Allen inicialmente entrenó con Joseph Fuccillo. Allen Coage recibió una beca completa para el Kodokan con la ayuda de Hank Kraft. Antes de su entrenamiento como luchador, Coage entrenó en yudo para la mejor parte de dos décadas, bajo la dirección del renovado instructor Yoshisada Yonezuka, y obtuvo un lugar en el equipo olímpico de los Estados Unidos en los Juegos en Montreal. Él incluso entrenó en Japón con maestros de judoca, viviendo cerca de la pobreza y continuando solamente por amor a su deporte. Después de su victoria por la medalla de bronce, Coage intentó abrir su propia escuela de yudo. Después, decidió probar su mano como luchador profesional. Empezó a entrenar con Antonio Inoki alrededor de 1978.
Participó en los Juegos Olímpicos de Montreal 1976, obteniendo una medalla de bronce en la categoría de +93 kg. En los Juegos Panamericanos consiguió dos medallas de oro en los años 1967 y 1975. Ganó una medalla de oro en el Campeonato Panamericano de Judo de 1968.

### Palmarés internacional
| Juegos Olímpicos        | Juegos Olímpicos          | Juegos Olímpicos  | Juegos Olímpicos |
| Año                     | Lugar                     | Medalla           | Categoría        |
| ----------------------- | ------------------------- | ----------------- | ---------------- |
| 1976                    | Montreal (Canadá)         | Medalla de bronce | +93 kg           |
| Juegos Panamericanos    |                           |                   |                  |
| Año                     | Lugar                     | Medalla           | Categoría        |
| 1967                    | Winnipeg (Canadá)         | Medalla de oro    | +93 kg           |
| 1975                    | Ciudad de México (México) | Medalla de oro    | +93 kg           |
| Campeonato Panamericano |                           |                   |                  |
| Año                     | Lugar                     | Medalla           | Categoría        |
| 1968                    | San Juan (Puerto Rico)    | Medalla de oro    | +93 kg           |

## Trayectoria en lucha libre profesional

### NJPW, WWF y Stampede Wrestling (1977-1988)
Después de breves apariciones en New Japan Pro Wrestling (NJPW) y la entonces World Wide Wrestling Federation (WWF), Bad News Allen encontró un hogar de largo plazo en la Stampede Wrestling de Stu Hart, centrado en la casa adoptiva de Allen en Calgary. Allen siguió con Stampede desde 1982 hasta 1988, con algunos tours en Australia y Florida durante este tiempo, y tenía peleas con luchadores como Dynamite Kid y Bret Hart. El ocasionalmente se refería en entrevistas como "the Ultimate Warrior," un nombre que después fue utilizado más famosamente por el luchador Jim Hellwig.

### Regreso a la WWF (1988-1990)
Allen regresó a la World Wrestling Federation a inicios de 1988 como Bad News Brown, y fue durante esta época que él logró su más grande notoriedad. Mientras el plantel estaba compuesto de faces ultra-virtuosos y heels tanto monstruosos como cobardes, Bad News era algo absolutamente distinto, él era un recluso. No respetaba a nadie y estaba dispuesto a atacar tanto a heels como faces (características que posteriormente serían utilizadas a gran fama por Stone Cold Steve Austin). Su rechazo hacia los otros luchadores era claro cuando él abandonó sus equipos en Survivor Series de 1988 y 1989. Algunos momentos memorables de su paso por la WWF incluían el haber ganado una batalla real en Wrestlemania IV al eliminar a Bret Hart, quién era entonces un heel, después de un ataque sorpresivo, un breve feudo con el entonces campeón Randy Savage a inicios de 1989 que lo llevó a eventos principales, un feudo con Roddy Piper (empezando antes de Royal Rumble de 1990 y culminando en Wrestlemania VI) y con Jake "The Snake" Roberts (donde Bad News tenía una rata de alcantarilla contra la serpiente de Jake) y atacando al Presidente de la WWF Jack Tunney en The Brother Love Show. Bad News también tuvo un breve feudo contra Hulk Hogan por el Campeonato de la WWF. El 11 de marzo de 1989, en una edición de Saturday Night's Main Event Bad News memorablemente tomó el micrófono hacia el final de la lucha contra Hogan y le dijo que era la hora del Ghetto Blaster (su movimiento final). Mientras estaba a punto de ejecutarlo, Hogan se quitó de inmediato, no logrando realizar el movimiento final y perdiendo la pelea. Bad News dejó posteriormente la WWF después de SummerSlam de 1990, diciendo que Vince McMahon no cumplió su promesa de convertirlo en el primer campeón negro de la empresa.
Tal como estaba escrito en la autobiografía de Dynamite Kid, la dureza legitima de Coage fue exhibida en una confrontación que involucraba a André the Giant, quién supuestamente había hecho un comentario racista en un bus en tour para la New Japan Pro Wrestling. Coage escuchó e hizo al conductor detener el autobús, se paró del asiento y exigió a André que se levantara y peleara con él uno a uno. André no se movió de su asiento y posteriormente de disculpó por lo que había dicho.

### Años finales de carrera (1990-1999)
Coage siguió trabajando en empresas independientes por algunos años más, incluyendo la UWFi en Japón. Coage se retiró en 1999 por daños a la rodilla. Él continuó trabajando ocasionalmente shows independientes para amigos mientras vivía en Calgary con su esposa y consideró empezar su propia empresa de lucha libre. Adicionalmente, enseñó lucha libre con el entrenador de lucha libre canadiense Leo Jean, y trabajó como oficial de seguridad en un centro comercial en Airdrie, Alberta.

### Movimientos finales
- Ghetto Blaster (Enzuigiri de doble pierna)[3]

### Campeonatos y logros
- Championship Wrestling from Florida
  - NWA Florida Bahamian Championship (1 vez)[16]
  - NWA Florida Heavyweight Championship (1 vez)[17]
  - NWA Southern Heavyweight Championship (Florida version) (1 vez)[18]

- International Wrestling Alliance
  - IWA Heavyweight Championship (1 vez)[19]

- NWA Hollywood Wrestling
  - NWA Americas Tag Team Championship (3 veces) - con Leroy Brown (1) y Víctor Rivera (2)[20]

- NWA Polynesian Wrestling
  - NWA Polynesian Pacific Heavyweight Championship (1 vez)[21]

- Stampede Wrestling
  - Stampede North American Heavyweight Championship (4 veces)[22]

- West Coast Championship Wrestling
  - WCCW Unified Heavyweight Championship (1 vez)

- Otros títulos
  - ICW Heavyweight Championship (1 vez)